# Eqaluk Høegh
Eqaluk Høegh (* 1991 nebo 1992) je grónský televizní moderátor a politik za stranu Inuit Ataqatigiit. V dubnu 2021 se stal ministrem pro děti, mládež, rodiny a spravedlnost v první Egedeho vládě, ale v srpnu musel kvůli stresu odstoupit.

## Životopis

### Herec
V roce 2010 byl Høegh známý díky účinkování v televizním satirickém pořadu Labrador' Kangian' na stanici KNR. V roce 2011 se objevil jako Piitag v grónském hororu Qaqqat Alanngui (Stíny v horách), který napsal a režíroval Malik Kleist.

### Politická kariéra
Po volbách do Grónského parlamentu 2018 se stal tajemníkem předsedy vlády Kima Kielsena.
V květnu 2019 ve videu na Facebooku kritizoval grónské politiky, že nedělají nic pro ochranu grónských dětí před sexuálním zneužíváním. Podle Høegha by politici měli být postaveni před soudce, a ne před parlament, vládu nebo místní zastupitelstva. Příležitostí byl dokument Dánského rádia Město, kde mizí děti, ale Høegh se domníval, že nastolené otázky jsou již známé. Video, které do roku 2021 získalo přes 53 000 zhlédnutí, bylo de facto rezignací na tajemníka předsedy vlády.
Ve volbách do Grónského parlamentu 2021 byl Høegh zvolen za Inuit Ataqatigiit s 649 hlasy, což byl desátý nejvyšší počet hlasů ve volbách. Před volbami prohlásil, že byla chyba kandidovat, takže několik dní po volbách panovala nejistota, zda si mandát vůbec ponechá. Důvodem prohlášení byl zármutek nad smrtí matky a po období přemýšlení 12. dubna oznámil, že je připraven začít pracovat.
Dne 16. dubna 2021 byl jmenován ministrem pro děti, mládež, rodinu a spravedlnost ve první Egedeho vládě. Po jmenování začal Høegh pod tlakem práce trpět stresem a 18. června 2021 bylo portfolio spravedlnosti dočasně převedeno na Naaju Nathanielsenovou. Přesun resortu měl původně trvat do 1. září, ale 7. srpna 2021 se změna stala trvalou.
Z vlády odstoupil 27. srpna 2021 kvůli zdravotním problémům a místo toho, aby se vrátil do parlamentu, požádal o nemocenskou do 1. ledna 2022. Předseda vlády Múte Egede následně prohlásil, že Høegh byl správnou volbou, i když vydržel být ministrem pouze čtyři měsíce. Mimi Karlsenová dočasně převzala oblast dětí, mládeže a rodin až do 27. září, kdy byla novou ministryní pro tuto oblast jmenována Paneeraq Olsenová.